# Springville (Californië)
Springville is een plaats (census-designated place) in de Amerikaanse staat Californië, en valt bestuurlijk gezien onder Tulare County.

## Demografie
Bij de volkstelling in 2000 werd het aantal inwoners vastgesteld op 1109.

## Geografie
Volgens het United States Census Bureau beslaat de plaats een oppervlakte van
10,9 km², waarvan 10,8 km² land en 0,1 km² water. Springville ligt op ongeveer 551 m boven zeeniveau.

## Plaatsen in de nabije omgeving
De onderstaande figuur toont nabijgelegen plaatsen in een straal van 32 km rond Springville.